# Лук кристаллоносный
Лук кристаллоносный (лат. Allium crystallinum) — многолетнее травянистое растение, вид рода Лук (Allium) семейства Луковые (Alliaceae).

## Распространение и экология
В природе ареал вида охватывает Памиро-Алай. Эндемик.
Произрастает в арчевниках.

## Ботаническое описание
Луковица яйцевидная, диаметром около 2 мм; наружные оболочки почти кожистые, сетчатые, серо-бурые; оболочки замещающей луковицы жёлтые, сетчатые. Луковички немногочисленные, крупные, жёлтые, с сетчатым жилкованием, густо усеянные кристалловидными бугорками. Стебель высотой около 60 см, на треть одетый гладкими влагалищами листьев.
Листья в числе двух, шириной 3—5 мм, дудчатые, цилиндрические, гладкие, короче стебля.
Чехол рано опадающий, немного длиннее зонтика. Зонтик коробочконосный, многоцветковый. Цветоножки в два—три раза длиннее околоцветника, при основании с прицветниками. Листочки яйцевидно-колокольчатого околоцветника беловатые, с красноватой жилкой, гладкие, острые, длиной 5 мм, наружные килеватые, продолговато-ланцетные, немного короче внутренних обратно-линейно-ланцетных. Нити тычинок немного короче листочков околоцветника, при основании между собой и с околоцветником сросшиеся, при основании слегка ресничатые, наружные треугольно-шиловидные, внутренние трёхраздельные. Столбик едва выдается из околоцветника.

## Таксономия
Вид Лук кристаллоносный входит в род Лук (Allium) семейства Луковые (Alliaceae) порядка Спаржецветные (Asparagales).
|  |                                      |  |                                                             |                                                             |                   |  | ещё 24 семейства (согласно Системе APG II) | ещё 24 семейства (согласно Системе APG II) |                         |  |  |  | ещё более 870 видов |
|  |                                      |  |                                                             |                                                             |                   |  | ещё 24 семейства (согласно Системе APG II) | ещё 24 семейства (согласно Системе APG II) |                         |  |  |  | ещё более 870 видов |
|  |                                      |  |                                                             | порядок Спаржецветные                                       |                   |  |                                            |                                            | род Лук                 |  |  |  |                     |
|  |                                      |  |                                                             | порядок Спаржецветные                                       |                   |  |                                            |                                            | род Лук                 |  |  |  |                     |
|  | отдел Цветковые, или Покрытосеменные |  |                                                             |                                                             | семейство Луковые |  |                                            |                                            | вид Лук кристаллоносный |  |  |  |                     |
|  | отдел Цветковые, или Покрытосеменные |  |                                                             |                                                             | семейство Луковые |  |                                            |                                            |                         |  |  |  |                     |
|  |                                      |  | ещё 44 порядка цветковых растений (согласно Системе APG II) | ещё 44 порядка цветковых растений (согласно Системе APG II) |                   |  |                                            | ещё около 300 родов                        | ещё около 300 родов     |  |  |  |                     |
|  |                                      |  |                                                             | ещё 44 порядка цветковых растений (согласно Системе APG II) |                   |  |                                            |                                            | ещё около 300 родов     |  |  |  |                     |